# توني بيرن (لاعب كرة قدم)
توني بيرن (بالإنجليزية: Tony Byrne)‏ هو لاعب كرة قدم أيرلندي، ولد في 2 فبراير 1946 في Rathdowney ‏ في جمهورية أيرلندا، وتوفي في 13 يونيو 2016. شارك مع منتخب جمهورية أيرلندا لكرة القدم. أما مع النوادي، فقد لعب مع نادي ساوثهامبتون ونادي ميلوول ونادي هيرفورد ونيوبورت كونتي.